# Rouvres-en-Xaintois
Rouvres-en-Xaintois é uma comuna francesa na região administrativa de Grande Leste, no departamento de Vosges. Estende-se por uma área de 11,19 km². Em 2010 a comuna tinha 294 habitantes (densidade: 26,3 hab./km²).